# 1824년 미국 상원의원 선거
1824년 미국 상원의원 선거는 1824년 각 주에서 2명씩 상원의원을 선출했다

## 배경
연방당의 몰락으로 민주공화당만이 존재하게 되었고, 1824년 대통령 선거를 거치며 분열되게 된다.
앤드류 잭슨은 득표율과 선거인단 투표에서 모두 1위를 했으나, 난립하는 후보들로 인해 과반을 득표하지 못했고, 하원 투표에서 헨리 클레이와 야합한 존 퀸시 애덤스에게 패하고 만다.
이후, 애덤스 대통령은 국민공화당을 창당했고, 앤드류 잭슨은 와해된 민주공화당을 이끌게 된다

## 선거 결과
| 정당       | 의석 수 |
| ---------- | ------- |
| 민주공화당 | 26석    |
| 국민공화당 | 22석    |